# Gerda Zuleger-Mertens

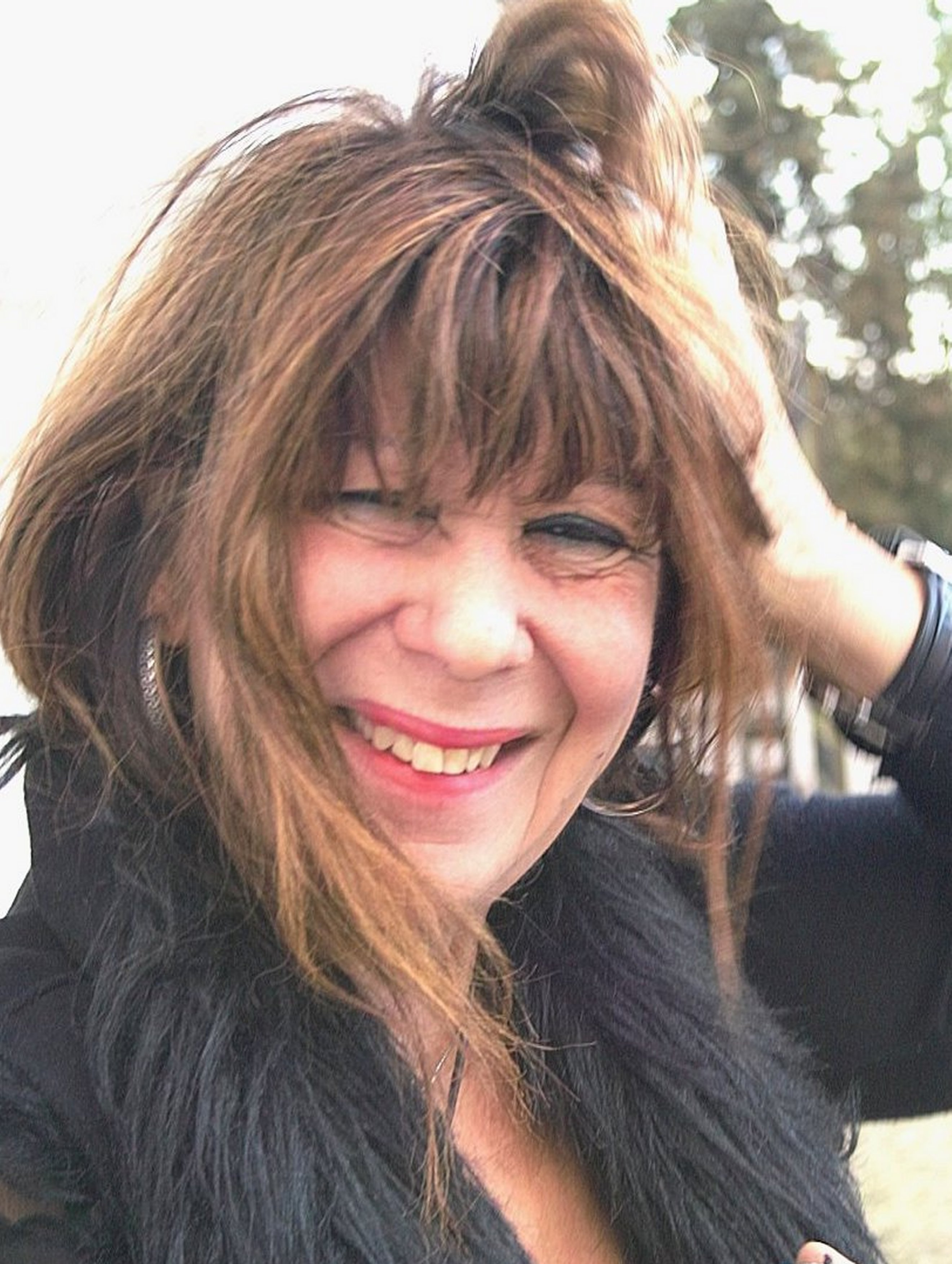
Gerda Zuleger-Mertens

Gerda Zuleger-Mertens (* 13. Dezember 1951 in Eschweiler als Gerda Mertens) ist eine in Zweifall lebende Malerin, Installations- und Objektkünstlerin mit niederländischer Nationalität. Sie ist verheiratet und hat zwei Söhne.

## Leben und Wirken
Gerda Zuleger-Mertens durchlief nach Abschluss der Schulausbildung bis 1968 eine dreijährige Schneiderlehre. Mit Ablegen einer Sonderbegabtenprüfung wurde sie 1969 an der Werkkunstschule Aachen, heute FH Aachen, im Fachbereich Design zum Studium zugelassen. Dort studierte sie bis 1974 Produkt- und Mode-Designn und absolvierte ihre Prüfung zur Diplom-Designerin. Parallel dazu studierte sie bei Ernst Wille freie Malerei. Anschließend verlegte sie ihren Lebensmittelpunkt in das nördliche Ruhrgebiet, ließ sich zusätzlich zur Stoffdesignerin ausbilden und war als solche bis 1976 freiberuflich in Hamburg und Gelsenkirchen tätig. Mit ihrer Heirat 1975 nahm sie den Doppelnamen Zuleger-Mertens an und richtete ein Jahr später in Wulfen ihren festen Wohnort ein.
Zuleger-Mertens begann nun ihre freiberufliche, künstlerische Tätigkeit. Sie betrieb ein eigenes Atelier in Schloss Lembeck, bot Malkurse im Rahmen der Erwachsenenbildung in der Volkshochschule Dorsten an und richtete solche Kurse auch für Kinder und Jugendliche ein. Durch diese Tätigkeit stellte sich eine enge Verbindung zum Kulturamt der Stadt Dorsten her, wodurch sie sich ein persönliches Netzwerk zu Künstlern und Entscheidungsträgern in der Region aufbaute. In den Jahren 1984 bis 1986 entschloss sie sich zu einem zusätzlichen Studium der Kunstpädagogik an der Westfälischen Wilhelms-Universität (WWU) in Münster. Darüber hinaus vertiefte sie in den Jahren 1987 bis 1989 ihre künstlerischen Fertigkeiten weiter in verschiedenen Kursen an der Europäischen Kunstakademie Trier. Insgesamt fand sie durch diese Studien und Weiterbildungen einen noch stärkeren Zugang zur Malerei und Farbe. Ihre Bilder und Werke zeichnen sich durch kraftvolle, bewegende und lyrische Formensprache aus, die sie aus dem eigenen Erleben schöpft.
Ab dem Jahr 1984 begann Zuleger-Mertens sich an verschiedensten Ausstellungen in der Region, beispielsweise in Essen, Herten, Dorsten, Lüdinghausen und Herne, zu beteiligen. Im Jahr 1989 schließlich fand ihre erste, viel beachtete Einzelausstellung in der Galerie der Kreissparkasse Recklinghausen in Wulfen statt, der dann viele Einzelausstellungen regional und überregional folgten.
1993 erwarb sie die jahrhundertealte ehemalige Waldschmiede in Lembeck und richtete dort ein Atelier-Café ein, das innerhalb kürzester Zeit zu einem kulturellen Anziehungspunkt in der Region wurde. Sie stellte eigene Kunstwerke aus und veranstaltete Ausstellungen für regionale Gastkünstler, bot Seminare in Malerei und Zeichnen an sowie Jazz- und Literatur-Matineen.
Durch die in Lembeck lebende polnische Künstlerin Jolanta Dorszewska-Pötting kam sie in Verbindung mit polnischen Künstlergruppen und erhielt 1996 eine Einladung für eine Gruppenausstellung in der Gedenkstätte des ehemaligen KZ Majdanek. Im darauffolgenden Jahr stellte dieselbe deutsch-polnische Gruppe die Werkschau in der Bürgerhalle des Rathauses Münster der Öffentlichkeit vor.
1999 kehrte Zuleger nach Eschweiler zurück und errichtete dort am Markt ein Atelier-Café. Wie in der alten Waldschmiede in Lembeck verstand sie es wieder, durch Kunstausstellungen, Literaturveranstaltungen und Musik-Matineen die Kulturszene in der Innenstadt von Eschweiler zu etablieren. Weiterhin blieb sie engagiert in verschiedenen sozialen und politischen Aktivitäten. Im Jahr 2000 fand sie Zugang zur Yehudi Menuhin Foundation Deutschland und arbeitete bis 2014 als Dozentin für das Hauptprogramm der Stiftung „MUS-E“, das künstlerische Programm für Schulen in Europa. Von der Stiftung wurde sie zusätzlich 2008 als Botschafterin in dem Projekt International Yehudi Menuhin Foundation IYMF das European Year of Intercultural Dialogue, zum Thema iyouwe SHARE THE WORLD entsandt.
Nach ihrem Umzug im Jahr 2010 nach Zweifall bei Stolberg und die Einrichtung des Ateliers „kunstwerkstatt-2-fall“ gemeinsam mit dem Künstler Hans-Wolfgang Menges organisierte sie und beteiligte sie sich an zahlreichen Ausstellungen im Inland und Ausland, wie beispielsweise in Krakau in Polen, Budapest in Ungarn oder Wien in Österreich. Weiterhin engagierte sie sich mit Künstlergruppen bei den Friedenstagen von Aachen und bei Aktionen Künstler gegen Tihange.
In den Jahren 2018/2019 befasste sich Zuleger-Mertens schwerpunktmäßig mit verschiedenen Projektthemen wie beispielsweise Spuren der Vergänglichkeit, Eschweiler: Farbig vernetzt, Provokant/Tolerant, Aufbruch und Enthüllungen – 13 Mäntel, bei dem lebensgroße Figuren in Mäntel gehüllt als Einflussgrößen für Schöpfung, Nachkriegszeit, Konsum, Sehnsucht, Macht, Leere, Künstlichkeit, Gefälligkeit, Selbst, #MeToo, Unabhängigkeit, Schutz und Kosmos stehen.

Bildauswahl
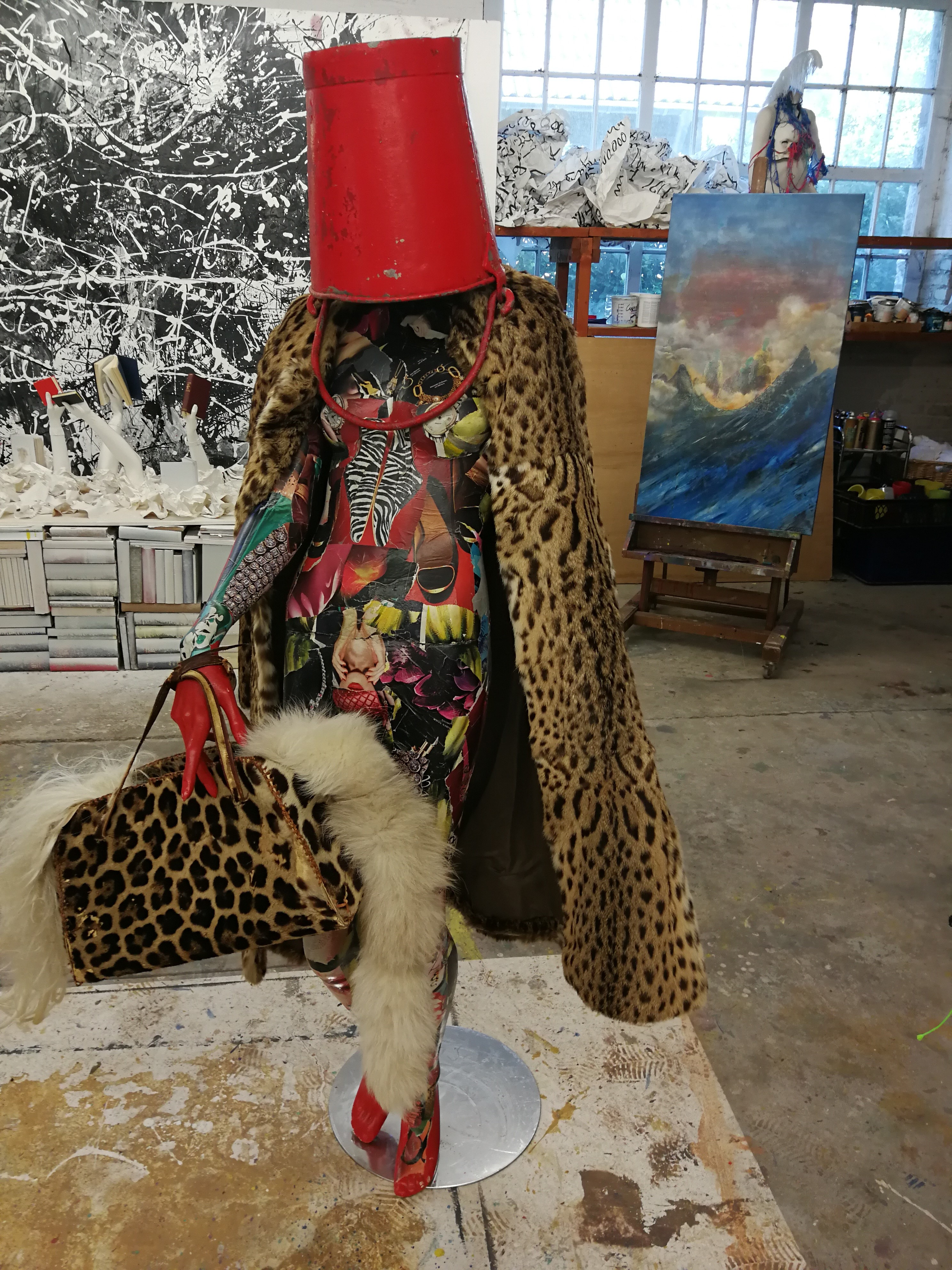
Mantel des Konsums
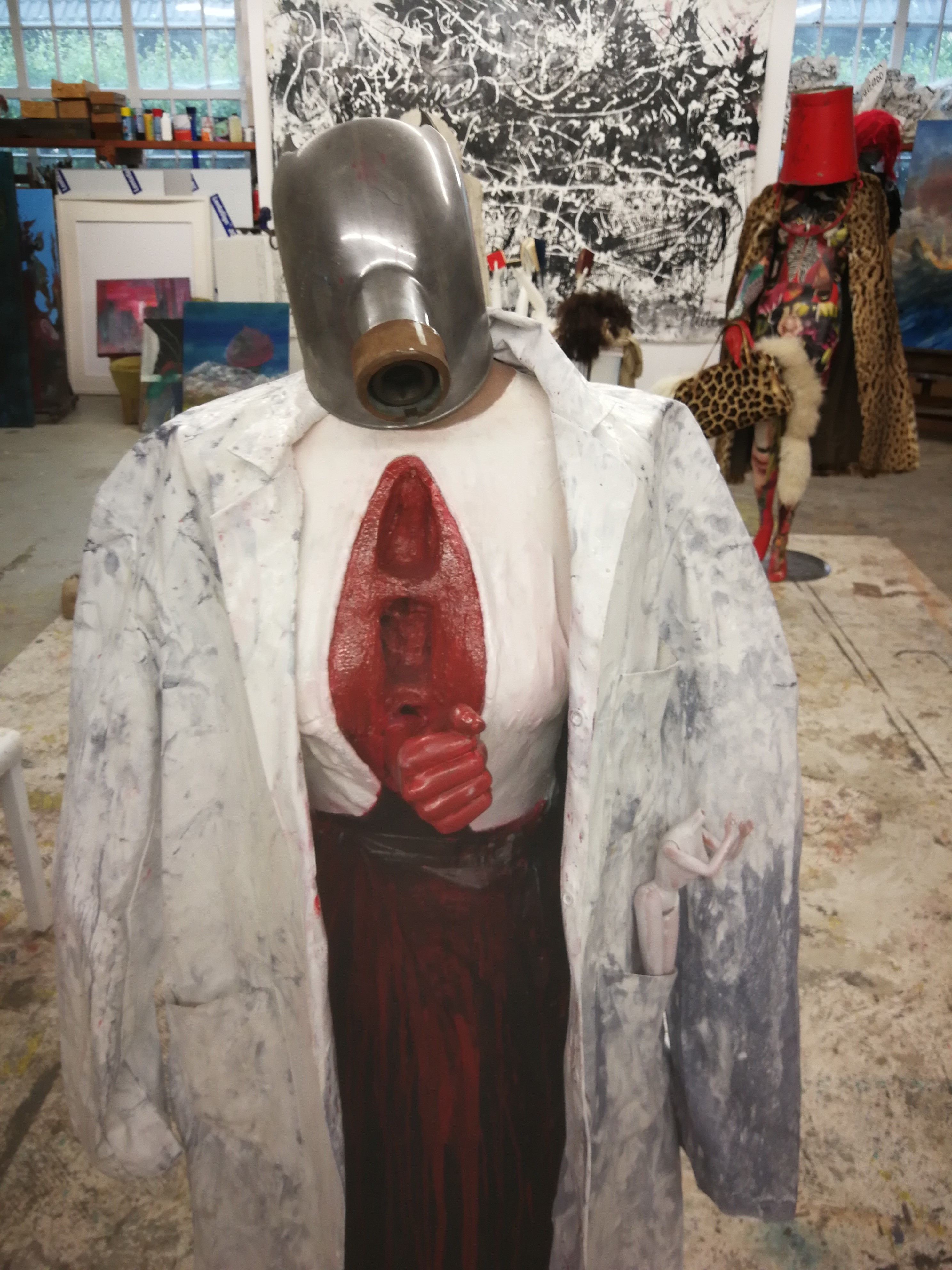
Mantel des -MeToo
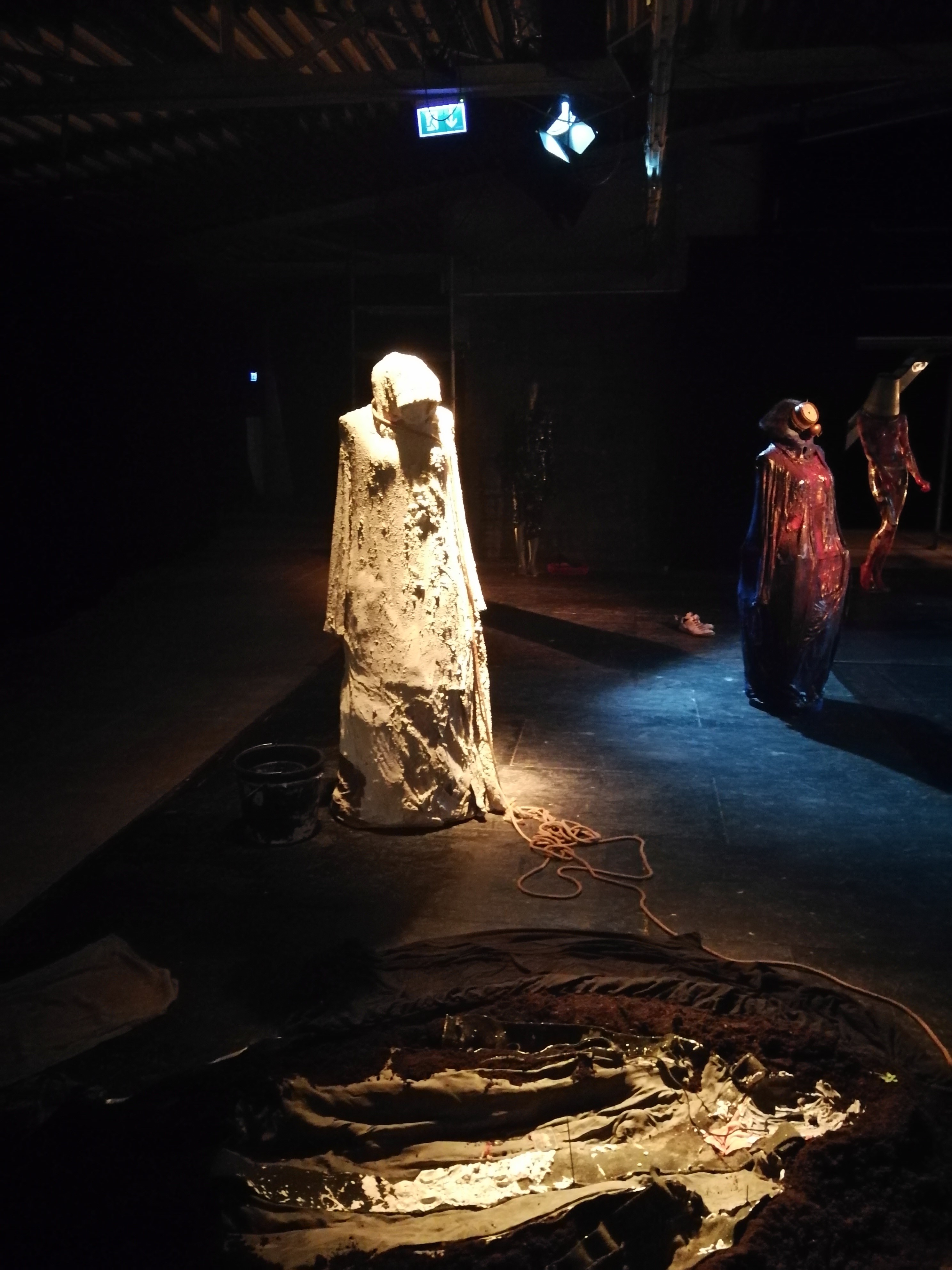
Mantel der Leere
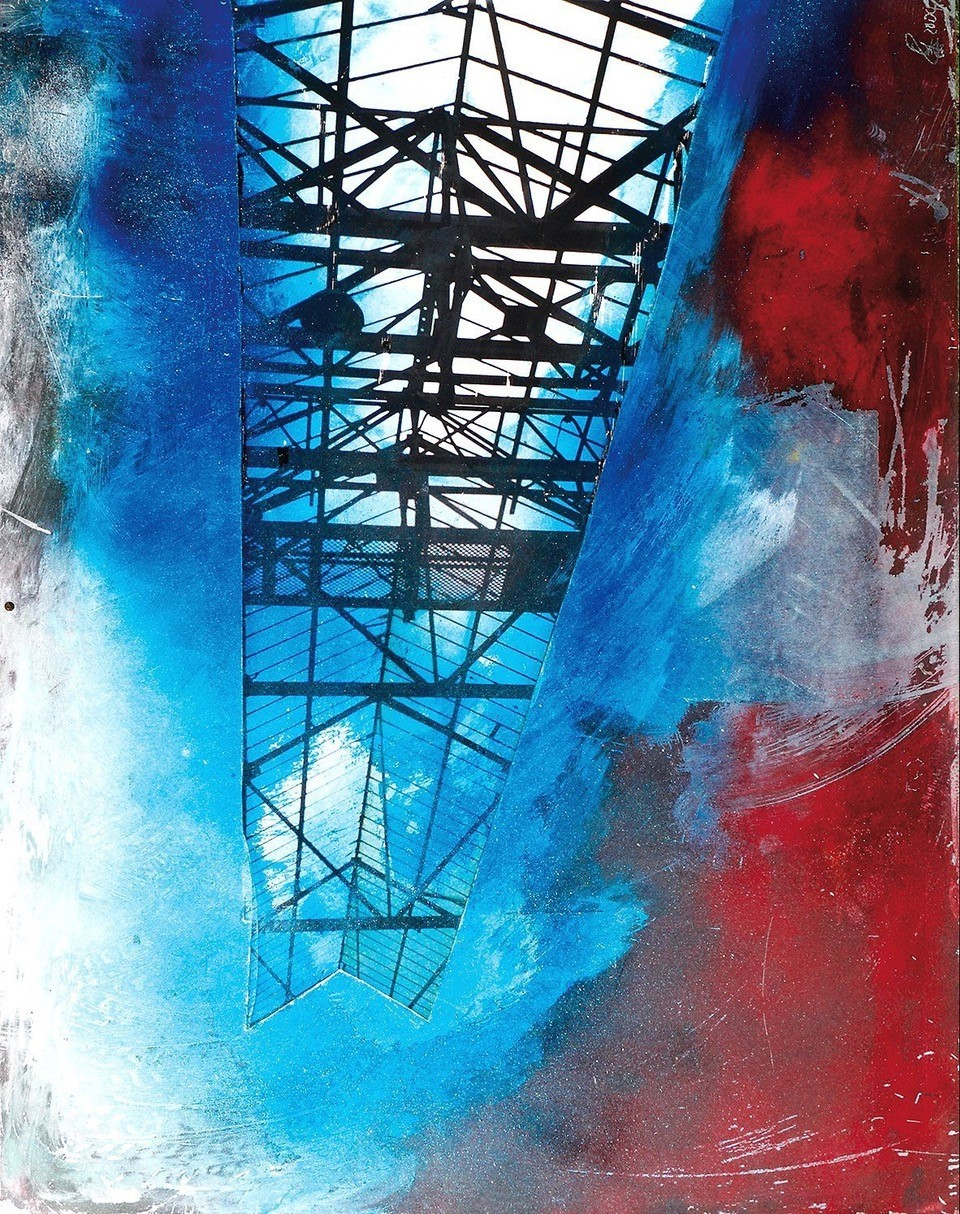
Foto-Collage Spuren der Vergänglichkeit

## Ehrungen
- 2006: Ehrenpreis 3rd International Biennial Pastel Exhibition, Nowy Sącz, Polen
- 2007: Auszeichnung 3. Internationale Pastell-Bienale, Kunstpalast Krakau (Polen)
- 2008: Botschafterin in dem Projekt „International Yehudi Menuhin Foundation IYMF“; European Year of Intercultural Dialogue 2008 „iyouwe SHARE THE WORLD“;

## Mitgliedschaften
- 1982: Lembecker Interessengemeinschaft (LIG)[3]
- 1988: Mitgliedschaft in Wirtschaftsverband Bildender KÜNSTLER Forum Ruhr (Essen)
- Von 2000 bis 2014: Dozentin in der Yehudi Menuhin-Stiftung Deutschland
- Seit 2007: Mitglied des BBK Düsseldorf[4]
- Seit 2014: Mitglied des BBK Aachen / Euregio e.V.
- Seit 2016: Beirat im BBK Aachen/Euregio[5]
- Seit 2019: Vorsitzende des Kulturwerks Aachen e. V.[6]

## Auslandsprojekte
- 1996: Gruppenausstellung Begegnungen-Spotkania, in der Gedenkstätte des ehemaligen Konzentrationslagers Majdanek/Polen
- 2007: Auszeichnung 3. Internationale Pastell-Biennale, Kunstpalast Krakau (Polen)
- 2009: Glasmalerei zum Thema Sonnengesang des heiligen Franziskus, Feierliche Einweihung der Franziskus-Kapelle, Seniorenzentrum Normafia Budapest, Ungarn

## Gruppenausstellungen (Auswahl)
- 1996: Ausstellung Polnischer und Deutscher Künstler im Panstwowe Muzeum na Majdanku, Majdanek
- 1997: Ausstellung Spotkania – Begegnungen, deutsch-polnische Ausstellung im historischen Rathaus zu Münster, Stadt Münster
- 2003: Ausstellung 4 in Eins, Gerda Zuleger-Schreiber und Dirk M. Schreiber, Eschweiler Kunstverein
- 2006: 3rd International Biennial Pastel Exhibition, Nowy Sącz, Polen
- 2010 und 2012: Jahresausstellung Europäischen Vereinigung Bildender Künstler aus Eifel und Ardennen e. V. (EVBK), Prüm
- 2011: Artist for Freedom – Bet the Future Now1
- 2012: Ateliergemeinschaft ZULEGER/SPELL Kunst statt Werk
- 2013: Ausstellung Anders sehen Gerda Zuleger-Mertens, Frank Buchna, Hans-Wolfgang Menges, Schloss Burgau (Düren)[7]
- 2014: Fondation P.J. Hodiamont Baelen (Belgien)[8]
- 2015, 2016 und 2017: Kunst-Macht-Frieden, 16., 17. und 18. Aachener Friedenstage, Citykirche St. Nikolaus, Aachen[9][10]
- 2016: Ateliergemeinschaft ZULEGER/SPELL unter anderem XXL, Kulturwerk Aachen e. V.[11]
- 2016: INARTE-Galerie, Berlin Köpfe 5[12]
- 2016: Spielst DU mit? Raiffeisenbank Eschweiler, Gerda Zuleger (Malerei) Alexander Göttmann (Skulpturen)[13]
- 2017: Ateliergemeinschaft ZULEGER/SPELL, Der Einzelne in seinen Netzen, De Kopermolen, Vaals, Niederlande
- 2017: Kunstpreis 2017, Kunstverein Stuttgart
- 2017: Betucht, Aachener Kunstroute, BBK Aachen e. V., Tuchfabrik Aachen
- 2017: Das Gebet, Wanderausstellung Duderstadt[14]
- 2018: Ausstellung Künstler gegen Tihange, Städteregionshaus Aachen,[15]
- 2018 und 2019: Kunssttroom Roerdalen, Niederlande
- 2018: KUNST – MACHT – FRIEDEN: Die Macht der Gier, 19. Aachener Friedenstage, Salvatorkirche u. City-Kirche St. Nikolaus[16]

## Einzelausstellungen (Auswahl)
- 1989: Galerie Kreissparkasse Recklinghausen
- 1991: Galerie Schloss Lembeck
- 1993: Kunstverein Schollbrockhaus Herne
- 2003: Städtischer Kunstverein Eschweiler
- 2005: AKTmosphäre, Verbandswasserwerk Aldenhoven[17]
- 2014: Galerie „S“ Aachen, Provokant / Tolerant,
- 2015: Aufbruch, INARTE-Galerie, Berlin,
- 2016: Theaterschule Aachen, AUFBRUCH, Werkkunst Nathan der Weise[18]
- 2016: GALERIE, Berlin-Wedding, Es sind immer die Vorbehalte und die Angst vor dem Fremden aufzubrechen
- 2017: Ausstellung  Galerie im End, Dieter Crumbiegel, Heinsberg[19]
- 2018: Enthüllungen – 13 Mäntel, Aula Carolina Aachen[20]
- 2019: hier und jetzt, Galerie des Kulturwerks Aachen e. V.[21]
- 2021: Ausstellung: Enthüllungen – 8 Mäntel, Gertrudenstift, Rheine-Bentlage[22]
- 2023: Ein Teil von mir, Kunsthaus Eurode Bahnhof Herzogenrath[23]

## Werke im öffentlichen Raum
- 2005: Skulpturengruppe „Tiere“, Kaiserstraße, Eschweiler, Eschweiler Kunstverein und Sparkasse Aachen[24][25]
- 2005: Neue Wege zur Kunst, Eschweiler Kunstverein und Sparkasse Aachen, Gemeinschaftsarbeit mit drei anderen Künstlern